# Scorpiops irenae
Espèce
Scorpiops irenae est une espèce de scorpions de la famille des Scorpiopidae.

## Distribution
Cette espèce est endémique du district de Sankhuwasabha au Népal. Elle se rencontre dans la vallée d'Arun vers Chichila.

## Description
La femelle holotype mesure 51,3 mm.

## Étymologie
Cette espèce est nommée en l'honneur d'Irena, l'épouse de František Kovařík.

## Publication originale
- Kovařík, 1994 : « Scorpiops irenae sp. n. from Nepal and Scorpiops hardwickei jendeki subsp. n. from Yunnan, China (Arachnida: Scorpionida: Vaejovidae). » Acta Societatis Zoologicae Bohemicae, vol. 58, no 1/2, p. 61-66 (texte intégral).